# Omega Bootis
Omega Bootis (ω Boo, ω Bootis) är Bayerbeteckning för en stjärna i den södra delen av stjärnbilden Björnvaktaren. Den har en skenbar magnitud på 4,80 och befinner sig på ett avstånd av cirka 371 ljusår från solen.

## Egenskaper
Omega Bootis är en jättestjärna av spektraltyp K.